# Lemur límcový
Lemur límcový (Eulemur collaris), případně též lemur rudoobojkový, je druh denního lemura.
Žije v tropických a subtropických lesích (jiho)východního Madagaskaru. Je pro něj typická soumračná až noční aktivita. Žije ve skupinách. Živí se částmi rostlin, jako jsou plody, květy a listy. Do jeho jídelníčku patří rovněž drobní bezobratlí.
Je příbuzný s lemurem hnědým a lemurem rudočelým.
Jeho tělo dorůstá délky kolem 40 cm (až 50 cm) a dalšího půl metru (50 až 55 cm) měří ocas. Váží zpravidla 2 až 2,5 kg, může ale vážit i 2,8 kg (2,1 až 2,8 kg).
Březost trvá kolem 120 dnů. Rodí se jedno mládě. Dožívá se 25 let.

## Chov v zoo
Tento druh lemura je evropských zoo chován velmi zřídka. V březnu 2022 se jednalo o pouhých osm zoo, z toho tři v Česku:
- Zoo Jihlava (chov od roku 2020)
- Zoo Plzeň (chov od roku 2009, pravidelné odchovy)
- Zoopark Zájezd (chov od roku 2014, pravidelné odchovy[6])